# Tokyo Electric Power Company
Tokyo Electric Power Company Holdings, Incorporated (japansk: 東京電力ホールディングス株式会社 TYO: 9501
) eller TEPCO er et japansk elselskab, der producerer og distribuerer elektricitet til Japan's Kantō-region, Yamanashi-præfekturet og den østlige del af Shizuoka-præfekturet. De har hovedkvarter i Tokyo.